# Serge Vinçon
Serge Vinçon, född 17 juni 1949 i Bourges, död 16 december 2007 i Paris, var en fransk politiker och medlem av den politiska gruppen Union pour un Mouvement Populaire (UMP).
Han blev vald till senator i Cher den 24 september 1989 och omvald den 27 september 1998. Han var ordförande i La commission de la Défense et des Affaires étrangères (Kommissionen för försvar och utrikespolitik) sedan 2002.

## Övriga mandat
- Borgmästare i Saint-Amand-Montrond
- Ordförande i Communauté de communes du Cœur de France (Samfundet av kommuner i hjärtat av Frankrike)